# 12 décembre 1937

## Naissances
- Prosper Avril, général et ancien président du Conseil militaire de gouvernement d'Haïti
- Roberto Benzi, chef d'orchestre et pianiste franco-italien.
- Geronimo Cruz, joueur philippin de basket-ball
- Judy Tegart, joueuse de tennis australienne.
- Joop van Oosterom, milliardaire néerlandais
- Michael Jeffery, homme politique australien.
- Philip Ledger (mort le 18 novembre 2012), chef de chœur, compositeur et organiste britannique.
- Siegfried Koesler (mort le 1er décembre 2012), musicien d'église allemand.

## Décès
- Eddie Gerard (né le 10 octobre 1890), joueur professionnel et entraîneur de hockey sur glace canadien
- Alfred Abel (né le 12 mars 1879), acteur et réalisateur allemand
- Louis Artaud (né le 20 mai 1852), homme politique français
- Curt Liebich (né le 17 novembre 1868), peintre, illustrateur et sculpteur allemand.

## Autres événements
- Début du Championnat de France de basket-ball Excellence 1937-1938
- Incident du Panay dans le cadre de la guerre sino-japonaise, destruction de l'USS Panay (PR-5)
- Finale de la Saison 1937 de la NFL
- Sortie aux États-Unis du film Le Testament du capitaine Drew
- Pose de la quille du Shōkaku
- Inauguration du tronçon allant de Čepino banja à Jakoruda sur le Chemin de fer des Rhodopes
- Inauguration d'un temple du culte antoiniste à Tourcoing